# Hot Sauce Committee Part Two
Hot Sauce Committee Part Two — восьмой и последний студийный альбом американского рэп-трио Beastie Boys, выпущенный в конце апреля — начале мая 2011 года. Первоначально его планировалось выпустить 15 сентября 2009 года под названием Hot Sauce Committee, Pt. 1, как первую часть дилогии. Но после того как у Адама Яуха (MCA) был обнаружен рак горла, релиз альбома отложили. Два года спустя вышла только вторая часть, и не ясно, окончательно ли музыканты отказались от выпуска первой.

## Об альбоме
«Lee Majors Come Again» была выпущена в качестве первого сингла с альбома в 2009 году. Вторым синглом в июле 2009 года стала версия песни «Too Many Rappers», записанная при участии рэпера Nas. Она заняла 93-е место в американском хит-параде Billboard Hot 100 и была номинирована на премию «Грэмми» в категории «Лучшая рэп-песня, исполненная дуэтом или группой». В данное издание была включена переработанная версия композиции. Следующий сингл «Make Some Noise» вышел в апреле 2011 года и добрался до седьмой строки в чарте Alternative Songs. 21 апреля был презентован получасовой промофильм Fight For Your Right (Revisited), в котором снялись множество голливудских звёзд. 23 апреля прошла презентация альбома в Медисон-сквер-гарден.
Hot Sauce Committee Part Two получил положительные отзывы от большинства музыкальных критиков и имеет рейтинг 84 балла из 100 на сайте Metacritic. В США за первую неделю было продано 128 000 экземпляров, и диск дебютировал на втором месте в Billboard 200. В Великобритании он занял девятое место.

## Список композиций
Слова и музыка всех песен — Beastie Boys; дополнительный текст на «Too Many Rappers» — Nasir Jones, на «Don’t Play No Game That I Can’t Win» — Santi White.
1. «Make Some Noise» — 3:30
2. «Nonstop Disco Powerpack» — 4:09
3. «OK» — 2:49
4. «Too Many Rappers» [New Reactionaries Version] (featuring Nas) — 4:51
5. «Say It» — 3:25
6. «The Bill Harper Collection» — 0:24
7. «Don’t Play No Game That I Can’t Win» (featuring Santigold) — 4:11
8. «Long Burn the Fire» — 3:33
9. «Funky Donkey» — 1:56
10. «The Larry Routine» — 0:30
11. «Tadlock’s Glasses» — 2:19
12. «Lee Majors Come Again» — 3:43
13. «Multilateral Nuclear Disarmament» — 2:54
14. «Here’s a Little Something for Ya» — 3:08
15. «Crazy Ass Shit» — 1:56
16. «The Lisa Lisa/Full Force Routine» — 0:49

Бонус-треки подарочного издания
17. «Pop Your Balloon» — 3:00
18. «B-Boys in the Cut» — 2:33
19. «Make Some Noise» (Passion Pit Remix) (pre-order bonus download) — 3:09
Бонус-треки японского издания
17. «Make Some Noise» (Cornelius Remix) — 3:01

## Участники
- Mike D — вокал, ударные
- Ad-Rock — вокал, гитара
- MCA — вокал, бас-гитара и контрабас
- Money Mark — клавишные
- Mix Master Mike — тёрнтейблизм
- Beastie Boys — продюсирование, звукорежиссура, художественное руководство

## Чарты
| Страна             | Место |
| ------------------ | ----- |
| Австралия          | 7     |
| Австрия            | 20    |
| Бельгия (Валлония) | 13    |
| Бельгия (Фландрия) | 3     |
| Великобритания     | 9     |
| Германия           | 3     |
| Дания              | 8     |
| Ирландия           | 12    |
| Италия             | 71    |
| Нидерланды         | 6     |
| Новая Зеландия     | 17    |
| Норвегия           | 9     |
| Польша             | 26    |
| США                | 2     |
| Финляндия          | 29    |
| Франция            | 26    |
| Швейцария          | 3     |